# 2054 Gawain
2054 Gawain este un asteroid din centura principală, descoperit pe 24 septembrie 1960 de PLS.